# Zé Beto
José Alberto Teixeira Ferreirinha, mais conhecido por Zé Beto (Matosinhos, 21 de fevereiro de 1960 — 4 de fevereiro de 1990), foi um futebolista português que atuava como guarda-redes. 

## História
Participou das conquistas da Supertaça Cândido de Oliveira promovida pela Federação Portuguesa de Futebol nos anos de 1983, 1984 e 1986 e da Taça de Portugal 1983-84, além de fazer parte da equipe que ganhou o campeonato europeu em 1987 pelo FC Porto Taça dos Campeões Europeus de 1986–87. Zé Beto faleceu aos 30 anos num acidente de viação na A1 em 4 de fevereiro de 1990, junto à saída para Santa Maria da Feira.

## Seleção Portuguesa
Defendeu a Seleção nacional em três oportunidades em 1986 em partidas contra a Suíça e a Suécia e em 1987 em jogo contra a Grécia.

## Títulos
- Supertaça Cândido de Oliveira: 1983, 1984 e 1986
- Taça de Portugal: 1983–84
- Taça dos Campeões Europeus: 1986–87